# Grevillea incurva
Grevillea incurva är en tvåhjärtbladig växtart som först beskrevs av Friedrich Ludwig Diels, och fick sitt nu gällande namn av P.M. Olde & N.R. Marriott. Grevillea incurva ingår i släktet Grevillea och familjen Proteaceae. Inga underarter finns listade i Catalogue of Life.